# Obwód syrdaryjski
Obwód syrdaryjski (ros. Сырдарьинская область) – jednostka administracyjna Imperium Rosyjskiego w rosyjskiej Azji Środkowej, utworzona ukazem Aleksandra II 11 lipca?/23 lipca 1867. Wchodził w skład generał-gubernatorstwa turkiestańskiego. Stolicą obwodu był Taszkent. Zlikwidowany w 1918.
Graniczył od północy z obwodem turgajskim i akmolińskim, na wschodzie z  obwodem siemirieczeńskim, na południu z obwodem fergańskim, obwodem samarkandzkim i Emiratem Buchary, na południowym zachodzie z Chanatem Chiwy, na zachodzie z Morzem Aralskim.
Powierzchnia obwodu wynosiła w 1897 – 504 700 km² (443 442 wiorst ²). Obwód w początkach XX wieku był podzielony na 5 ujezdów i oddział amudarski.

## Demografia
Ludność, według spisu powszechnego z 1897 – 1 478 398 osób – Kazachów (64,4%), Sartów (9,8%), Karakałpaków (6,3%), Uzbeków (4,3%), Rosjan (2,2%), innych ludów tureckich (10,7%),  Tadżyków i Ukraińców.

### Ludność w okręgach według deklarowanego języka ojczystego 1897[1]
| Ujezd               | Kazachowie | Sartowie | Karakałpacy | Uzbecy | Rosjanie | Tadżycy | Ukraińcy | Inne ludy tureckie |
| ------------------- | ---------- | -------- | ----------- | ------ | -------- | ------- | -------- | ------------------ |
| Obwód łącznie       | 64,4%      | 9,8%     | 6,3%        | 4,3%   | 2,2%     | …       | …        | 10,7%              |
| Ałpieatyjski        | 90,9%      | 0,5%     |             | 3,1%   | 1,9%     | …       | 1,9%     | …                  |
| Kazaliński          | 96,7%      | 0,4%     | …           | 0,03%  | 2,0%     | …       | …        | …                  |
| Pierowski           | 97,5%      | 1,1%     | …           | …      | …        | …       | …        | …                  |
| Taszkencki          | 36,4%      | 24,3%    | …           | 0,11%  | 3,9%     | 1,0%    | 0,65%    | 31,8%              |
| Czymkencki          | 78,8%      | 11,2%    | …           | 7,3%   | …        | …       | 1,5%     | …                  |
| Oddział amudaryjski | 24,2%      | 0,03%    | 47,9%       | 17,7%  | 1,6%     | …       | …        | 7,1%               |

Po przejęciu władzy w Rosji przez bolszewików 30 kwietnia 1918 obwód został zlikwidowany jako samodzielna jednostka administracyjna, został włączony w skład Turkiestańskiej Autonomicznej Socjalistycznej Republiki Radzieckiej w składzie RFSRR. 27 października 1924 na terytorium historycznego obwodu utworzono Uzbecką Socjalistyczną Republikę Radziecką jako republikę związkową ZSRR. Od 1991 niepodległy Uzbekistan.